# Taula de Canvi de Girona
La Taula de Canvi i Comuns Dipòsits de la ciutat de Girona (1443-1778) va ser una institució econòmica encarregada de gestionar els dipòsits i girs de diners, custodiar joies i altres objectes de valor, i exercir funcions de tresoreria municipal. Fou el primer banc públic de la ciutat.

## Història
La taula de canvi de Girona va ser creada el 28 de febrer de 1568 pel Consell General de la ciutat. No obstant, el privilegi per erigir-la ja havia estat concedit per la reina Maria, muller d'Alfons el Magnànim i lloctinent general, el 23 de gener de 1443. L'edifici de la Taula de Canvi estava situat just al costat de la Casa de la Ciutat.
Al capdavant de la institució hi havia un tauler o administrador, elegit pels jurats, i sis funcionaris més; aquestes persones no podien exercir cap altre càrrec públic a la ciutat i estaven obligats a mantenir total discreció sobre els assumptes que tractaven. La Taula es regia per una comissió (anomenada Junta de la Taula) composta pels jurats de la ciutat i per nou adjunts. Aquesta junta dictava les ordinacions que regulaven el seu funcionament, que posteriorment havien de ser aprovades pel Consell General de la ciutat, que se'n va reservar la direcció. L'objectiu de la Taula era el pagament i cobrament de transaccions i la guarda de dipòsits públics, municipals, de confraries i gremis, però no les activitats creditícies, prohibides en els seus estatuts. També gestionava les amortitzacions de deutes municipals i l'administració de l'encunyació de moneda i la seva distribució.
El 1643, vinculat a la Taula de Canvi, es va crear el Banc de Girona, que va estar en funcionament fins al 1692. El Banc de Girona probablement realitzava operacions de crèdit a diferència de la Taula de Canvi.
La crisi de la institució es relaciona amb la situació de descobert ocasionada arran de la Guerra de Successió, que va provocar que des de la segona dècada del segle xviii només funcionés només com a caixa de dipòsits forçosos en afers judicials, legals o contractuals, i com a tresoreria municipal. El novembre de 1738 Felip V en va ordenar el tancament amb una reial ordre que es va aplicar l'any 1741.

## El fons documental
Els fons de la Taula de Canvi de Girona es conserva a l'Arxiu Municipal de Girona (AMGi). Està format per 568 unitats d'instal·lació, entre llibres i capses amb documents solts, que també inclouen documentació del Banc de Girona. Els manuals on es detallen les operacions diàries o els voluminosos llibres majors donen compte de l'activitat econòmica gironina des de la segona meitat del segle xvi i fins l'inici del xviii.